# 9 × 17 mm Corto

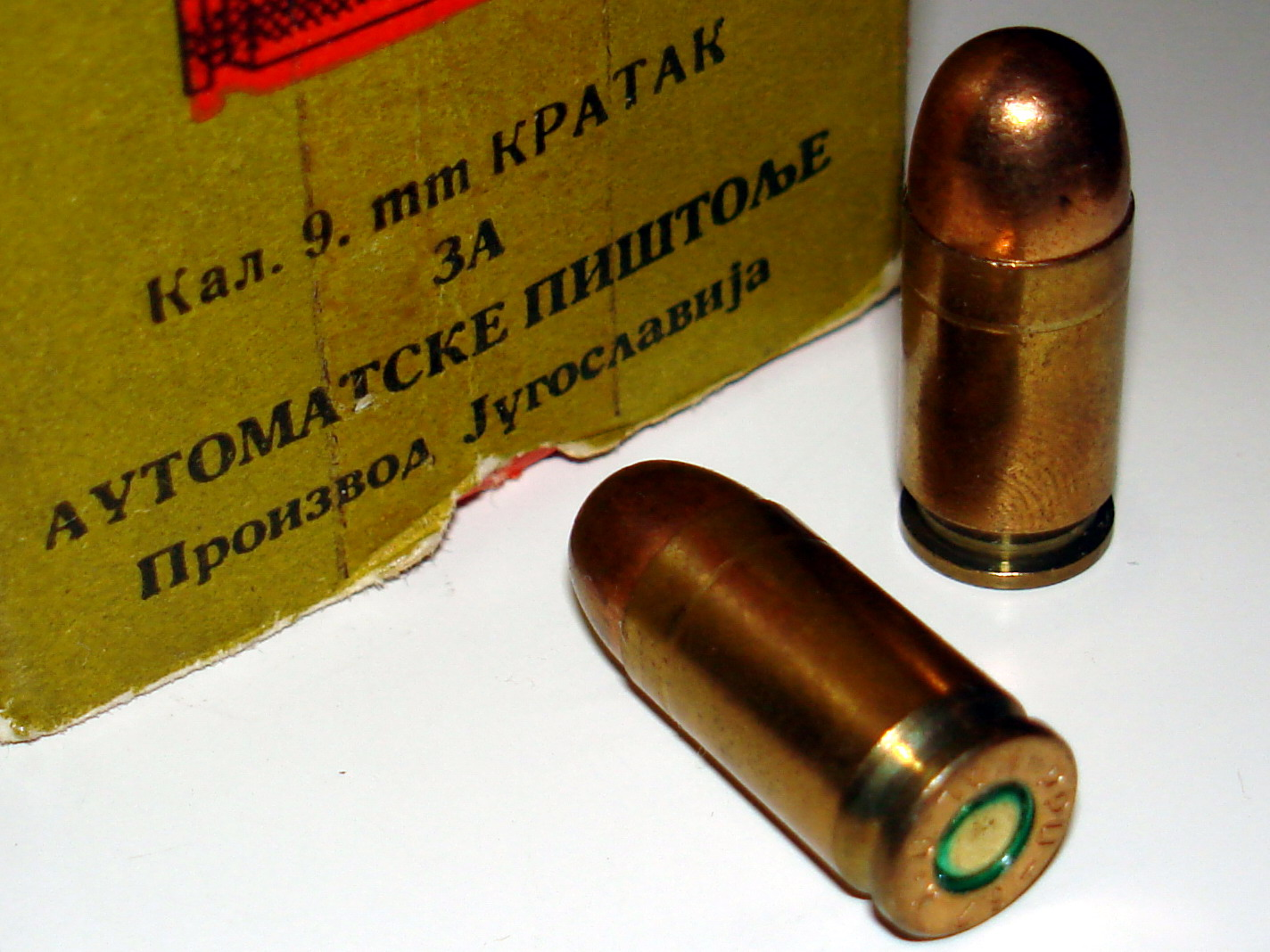
Cartuchos yugoslavos "9 mm Kratak" (9 mm Corto).

El 9 × 17 mm Corto, también llamado 9 mm Corto, 9 mm Kurz, 9 mm Short, .380 ACP , .380 Auto y 9 mm Browning, es un cartucho de pistola con casquillo recto y sin pestaña, desarrollado por el diseñador de armas John Moses Browning. Fue introducido por Colt en el mercado en 1908, siendo desde entonces un popular cartucho para defensa personal y gozando de amplia difusión en España durante los dos primeros tercios del siglo XX.
Así como el cartucho 7,65 x 17 Browning es considerado como aquel que puso fin a la Segunda Guerra Mundial por ser empleado por Adolf Hitler para suicidarse (el 30 de abril de 1945), el cartucho 9 x 17 corto es considerado como aquel que empezó la Primera Guerra Mundial, por ser empleado para el asesinato del Archiduque Francisco Fernando de Austria y su esposa (el 28 de junio de 1914).

## Diseño
El 9 × 17 mm Corto fue diseñado para las primeras pistolas accionadas por retroceso, cuyos cañones no tenían mecanismos de acerrojado. El mecanismo de acerrojado que tienen la mayoría de pistolas no es necesario para el 9 × 17 mm Corto, debido a la poca presión que ejerce sobre la recámara al ser disparado. El muelle recuperador es suficiente para dirigir la energía del disparo a la corredera. Esto simplifica la producción de pistolas calibradas para este cartucho, por lo que generalmente se reduce el costo. También permite fijar el cañón al armazón de la pistola, aumentando la precisión. Sin embargo, existen varias pistolas que disparan el 9 × 17 mm Corto con recámara acerrojada. También existe un pequeño subfusil de este calibre, el Ingram MAC-11.

## Desempeño
El 9 × 17 mm Corto es un cartucho compacto y ligero, pero tiene un alcance relativamente corto y menos poder de parada que otros cartuchos de pistola modernos. Incluso así, continúa siendo un popular cartucho de defensa personal para los tiradores que desean una pistola ligera y con un retroceso manejable. Es algo menos potente que un .38 Special con carga de pólvora estándar y monta balas con un diámetro de 9 mm (.357 pulgadas). La bala más pesada que puede montarse en un casquillo de 9 × 17 mm Corto es de 115 granos (7,5 g), aunque el peso estándar siempre ha sido de 85, 90 o 95 granos (5,5 g, 5,8 g o 6,2 g). El 9 × 17 mm Corto nuevamente ha vuelto a ganar popularidad, debido a las pistolas compactas y baratas que lo emplean. Entre las pistolas populares que disparan este cartucho figuran las españolas Astra 300, 3000 y 4000, la Beretta Cheetah, Walther PPK, la Bersa Thunder 380, la Ruger LCP la Kel-Tec P-3AT, la S&W Bodyguard .380 , la Taurus PT-58 , la CZ modelo 83 y las Glock G25, G28 y G42.

## Sinónimos
- 9 mm Corto
- 9 x 17 Corto
- 9 mm Browning
- 9 mm Court
- 9 mm Kratak
- 9 mm Kurz
- 9 mm Scurt
- 9 mm Short
- .380 ACP
- .380 Auto